# Eriopyga agnata
Eriopyga agnata är en fjärilsart som beskrevs av Druce. Eriopyga agnata ingår i släktet Eriopyga och familjen nattflyn. Inga underarter finns listade i Catalogue of Life.